# Vechelade
Vechelade ist ein Ortsteil der Gemeinde Vechelde im Landkreis Peine in Niedersachsen.

## Geografie
Vechelade liegt nördlich der Bundesstraße 1 (ehemalige Reichsstraße 1) zwischen Braunschweig (10 km) und Hildesheim (29 km). Kommunaler Bezugspunkt ist Vechelde (3 km); die Kreisstadt Peine (12 km) ist in direkter Nähe. Die nächste Bahnstation ist Vechelde an der Bahnstrecke Hannover–Braunschweig.
|          |                                             | Bortfeld (Wendeburg) |
| Wahle    | Kompassrose, die auf Nachbargemeinden zeigt | Wedtlenstedt         |
| Vechelde |                                             | Denstorf             |

## Geschichte

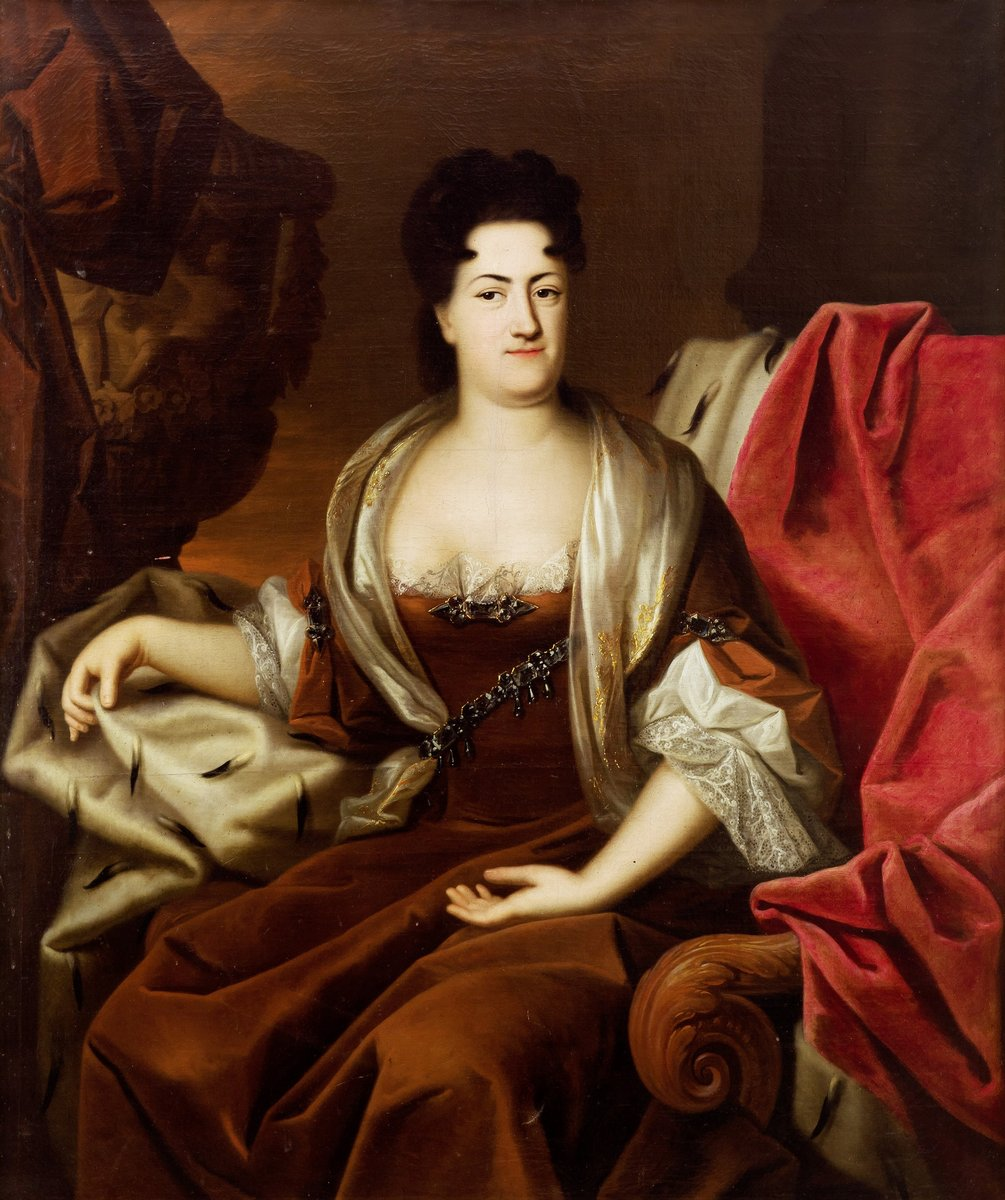
Herzogin Elisabeth Sophie Marie,
Gemälde von Christoph Bernhard Francke, vor 1729

Als „Vecheld’sche Lage“ wird auf einer Karte im Jahr 1724 der Ort bezeichnet, auf dem die neue Siedlung im Jahr zuvor gegründet wurde. Diese Bezeichnung hat der Landmesser nach dem Volksmund übersetzt aus „Vech’lah“. Ähnlich wurde der Name für Vechelde bereits 1145 gesprochen. denn er erscheint in einer Urkunde als „Vechtla“. Die Endsilbe „la“ oder „Iah“ ist von „loh“ abgeleitet und hatte in ältester Zeit die Bedeutung für „Wald“.
Vechelade wurde 1723 von Herzogin Elisabeth Sophie Marie (1683–1767) auf einer mit Eichen bestandenen Insel im Auebruch als Ansiedlung für Tagelöhner des fürstlichen Gutes Vechelde gegründet. Die Herzogin stellte die von ihr hier angesiedelten Einwohner unter ihren besonderen Schutz und gewährte ihnen Freiheiten. 1724 „Häuser auf der Vecheldschen Lage“ genannt, 1755 Vechelage, später Vechelade. Der Ort bestand ursprünglich aus zwei Straßen, die im Winkel aneinanderstießen. Durch Zuwanderungen entstand ein großes Dreieck, dessen Innenraum von Gärten (später auch Wohngebäuden) eingenommen wurde. Das Dorf zeigt zweigeschossige Arbeiterhäuser und einige kleine mitteldeutsche Streck- und Hakenhöfe. Vechelade gehörte stets zum Kerngebiet des Landes Braunschweig.
Bis zum Ersten Weltkrieg existierte in Vechelade ein großes Mietswohnhaus, „Kaserne“ im Volksmund genannt. Dieses Mehrfamilienhaus beherbergte Fremdarbeiter für die Jutespinnerei in Vechelde. Die Anzahl der Mieter soll sogar an die Einwohnerzahl von Fürstenau herangereicht haben.

### Eingemeindungen
Als bei der niedersächsischen Gebiets- und Verwaltungsreform 1974 der Landkreis Braunschweig aufgeteilt wurde, kam Vechelade zum Landkreis Peine. Am 1. März 1974 verlor das Dorf außerdem seine Selbstständigkeit und bildet nun einen Ortsteil der Gemeinde Vechelde.

### Einwohnerentwicklung
| Jahr | Einwohner | Quelle |
| ---- | --------- | ------ |
| 1723 | 0         |        |
| 1802 | 163       | [ 3 ]  |
| 1847 | 253       | [ 4 ]  |
| 1871 | 312       |        |
| 1877 | 283       | [ 5 ]  |
| 1910 | 377       | [ 6 ]  |
| 1925 | 319       | [ 7 ]  |
| 1933 | 323       | [ 7 ]  |
| 1939 | 724       | [ 7 ]  |
| 1954 | 431       |        |

| Jahr | Einwohner | Quelle |
| ---- | --------- | ------ |
| 1996 | 513       |        |
| 2007 | 487       |        |
| 2009 | 461       |        |
| 2011 | 457       |        |
| 2014 | 458       |        |
| 2017 | 540       | [ 1 ]  |
| 0    |           |        |
| 0    |           |        |
| 0    |           |        |
| 0    |           |        |

## Politik

### Ortsrat
Die 13 Sitze des Ortsrates Vechelde/Vechelade verteilen sich wie folgt:
|      | SPD | CDU | Grüne | FDP | Gesamt   |
| 2021 | 7   | 5   | –     | 1   | 13 Sitze |
| 2016 | 8   | 4   | –     | 1   | 13 Sitze |
| 2011 | 8   | 4   | 1     | –   | 13 Sitze |
| 2006 | 7   | 4   | 1     | 1   | 13 Sitze |

### Ortsbürgermeister
Ortsbürgermeister ist Olaf Marotz (SPD).

### Wappen
| Wappen von Vechelade | Blasonierung: „In Blau ein goldenes Haus unter einem goldenen Sparren.“ |
| Wappen von Vechelade | Wappenbegründung: Der Ort wurde von der Herzogin Elisabeth Sophie Marie, 1723 als Tagelöhner-Kolonie gegründet. Zuvor hatte hier nur ein einzelnes Haus gestanden, das Forstzwecken diente. Die Herzogin ließ das Dorf in Form zweier im Winkel aufeinander stoßender Straßen anlegen und erwies sich auch sonst als Wohltäterin. Sie befreite die Siedler von den landesüblichen Abgaben, um ihnen den Start zu erleichtern, und verteidigte die Steuerbefreiung persönlich gegen ihre eigenen Beamten, als die herzogliche Kammer die Vechelader schon bald wieder besteuern wollte. Der Winkel – in der heraldischen Terminologie „Dach“-„Sparren“ – versinnbildlicht sowohl die ursprüngliche Dorflage als auch die schützende Funktion der Ortsgründerin über dem Häuschen. Die blau-goldenen braunschweigischen Landesfarben erinnern zum einen an die herzogliche Gründung und zum anderen an den Landkreis Braunschweig, dem Vechelade bis zur Gebietsreform als eine der kleinsten Gemeinden angehörte. Das Wappen wurde vom Heraldiker Arnold Rabbow gestaltet und am 6. November 1990 vom Ortsrat Vechelde/Vechelade für Vechelade einmütig angenommen. |

## Wirtschaft und Infrastruktur

### Öffentliche Einrichtungen
1797 wurde von den Vecheladern ein eigener Begräbnisplatz am Dorfrand eingerichtet. 1966 wurde auf dem Friedhof auch eine Friedhofskapelle errichtet.

### Bildung
1896 wurde von der Gemeinde Vechelade eine eigene Schule errichtet. Erster Lehrer war der Hilfslehrer Fuhrmann und später bekleidete dieses Amt Paul Behmann, der dieses bis zu seiner Pensionierung im Jahre 1942 ausübte. Nach dem Ende des Zweiten Weltkriegs wurde im Jahre 1946 der Schulbetrieb wieder aufgenommen. Als Lehrer wurde der aus dem Sudetenland vertriebene Hugo Herden eingestellt, der bis zur Schließung der Schule im Jahre 1969 den Schulunterricht betrieb.